# Rubrepeira
Rubrepeira rubronigra es una especie de araña araneomorfa de la familia Araneidae. Es el único miembro del género monotípico Rubrepeira. Es originaria de México a Brasil.